# San Giuliano del Sannio
San Giuliano del Sannio – miejscowość i gmina we Włoszech, w regionie Molise, w prowincji Campobasso.
Według danych na rok 2004 gminę zamieszkiwało 1076 osób, 46,8 os./km².